# Skórzno
Skórzno – wieś w Polsce położona w województwie kujawsko-pomorskim, w powiecie włocławskim, w gminie Fabianki.
W latach 1975–1998 miejscowość administracyjnie należała do województwa włocławskiego. Według Narodowego Spisu Powszechnego (III 2011 r.) liczyła 224 mieszkańców. Jest dziesiątą co do wielkości miejscowością gminy Fabianki.
| SIMC    | Nazwa   | Rodzaj    |
| ------- | ------- | --------- |
| 0862724 | Parcele | część wsi |